# Mistrzostwa Świata w Gimnastyce Artystycznej 1967
3. Mistrzostwa Świata w Gimnastyce Artystycznej odbyły się w dniach od 18 do 19 listopada 1967 roku w Kopenhadze. Podczas zawodów medale zdobywały cztery państwa: Związek Radziecki, Bułgaria, Czechosłowacja i NRD. Polskę reprezentowały trzy zawodniczki: czternasta w wieloboju Grażyna Bojańska, 18. Krystyna Szczepańska i 39. Ziwille Florowska. W konkursie drużynowym zajęły one dziewiąte miejsce, wyprzedzając jedynie Belgię i Danię.

## Tabela medalowa
| Miejsce | Państwo        | Złoto | Srebro | Brąz | Razem |
| ------- | -------------- | ----- | ------ | ---- | ----- |
| 1       | ZSRR           | 3     | 4      | 1    | 8     |
| 2       | Czechosłowacja | 1     | 1      | 0    | 2     |
| 3       | Bułgaria       | 1     | 0      | 3    | 4     |
| 3       | NRD            | 0     | 1      | 1    | 2     |

## Medalistki
| Konkurencja:              | Złoto:           | Srebro:                               | Brąz:                             |
| Układy indywidualne       |                  |                                       |                                   |
| wielobój indywidualnie    | Elena Karpuchina | Ute Lehmann                           | Ljubow Sereda                     |
| ćwiczenia wolne           | Ljubow Serea     | Natalja Owczynnikowa                  | Krassimira Filipowa Neczka Robewa |
| ćwiczenia z obręczą       | Maria Gigowa     | Elena Karpuchina Natalja Owczynnikowa |                                   |
| ćwiczenia ze skakanką     | Hana Sitnianska  | Elena Karpuchina                      | Ute Lehmann                       |
| Drużynowe układy zbiorowe |                  |                                       |                                   |
| Konkurs drużynowy         | ZSRR             | Czechosłowacja                        | Bułgaria                          |